# Lumir Lapray
Lumir Lapray, née le 4 juillet 1992, est une femme politique française. Consultante et influenceuse, elle milite et s'investit dans diverses causes sociales et environnementales.

## Biographie

### Origines et formation
Lumir Lapray est originaire du département de l'Ain. Elle grandit à Proulieu, hameau de la commune de Lagnieu, et fréquente le collège de Lagnieu puis le lycée de la Plaine de l'Ain à Ambérieu-en-Bugey. Elle poursuit ses études à Sciences Po Lyon.
Sa mère est professeur d'histoire-géographie et son père est ingénieur.

### Engagement
À Paris, Lumir Lapray est militante du réseau écologiste Alternatiba.
En 2015 aux États-Unis, dans le cadre de ses études à l’IEP de Lyon, elle prend part à un mouvement visant à doubler le salaire minimum de la ville de Los Angeles.

### Activités professionnelles
Aux États-Unis, elle est un temps l'assistante du représentant démocrate Juan Vargas.
De retour en France et à Paris, elle entame une carrière de consultante en entreprise. Jusqu'en 2019, elle travaille pour le cabinet parisien Tenzing.
Elle est aussi chroniqueuse dans l'émission Estelle Midi, animée par Estelle Denis, sur RMC. Elle est présentée comme « militante écologiste » sur le plateau. Elle collabore également avec l'émission de débat politique Backseat et la chaîne israélienne i24News pour laquelle elle interview notamment Michel Onfray dans le programme GGMO.
En 2024, lauréate d'une bourse du programme Fulbright, elle quitte temporairement la France et revient aux États-Unis, en Virginie-Occidentale, pour étudier l'électorat rural de Donald Trump et identifier de bonnes pratiques pour mobiliser les citoyens. En décembre 2024, elle est citée par Barack Obama lors du Democracy Forum de sa fondation, parmi des exemples de jeunes leaders européens influents,.

### Engagement politique
En 2021 elle rentre habiter dans la 2e circonscription de l'Ain, dont elle est originaire, afin de se présenter pour les élections législatives de 2022. Elle est investie par la NUPES pour représenter l'union, au titre des écologistes. Quelques mois après sa défaite, elle retourne habiter à Paris.
Sa campagne, dirigée par Samuel Grzybowski, novatrice sur la forme, marquée par des happenings, un look et une communication travaillés, et un intense travail de terrain, inspiré par le Mouvement des Gilets jaunes, lui vaut l'intérêt de la presse nationale,,. Il est relevé que c’est également la plus coûteuse des campagnes dans l'Ain avec un budget d’environ 69 000 €. Qualifiée au second tour, et bien que son score apparaisse comme significatif, elle est  battue par Romain Daubié, candidat de la majorité présidentielle, obtenant 41,66% des voix.
Elle refuse volontairement de s'encarter dans un parti, tout en déclarant son attachement et son soutien au Nouveau Front populaire, se disant « unioniste ».